# 早川のビランジュ

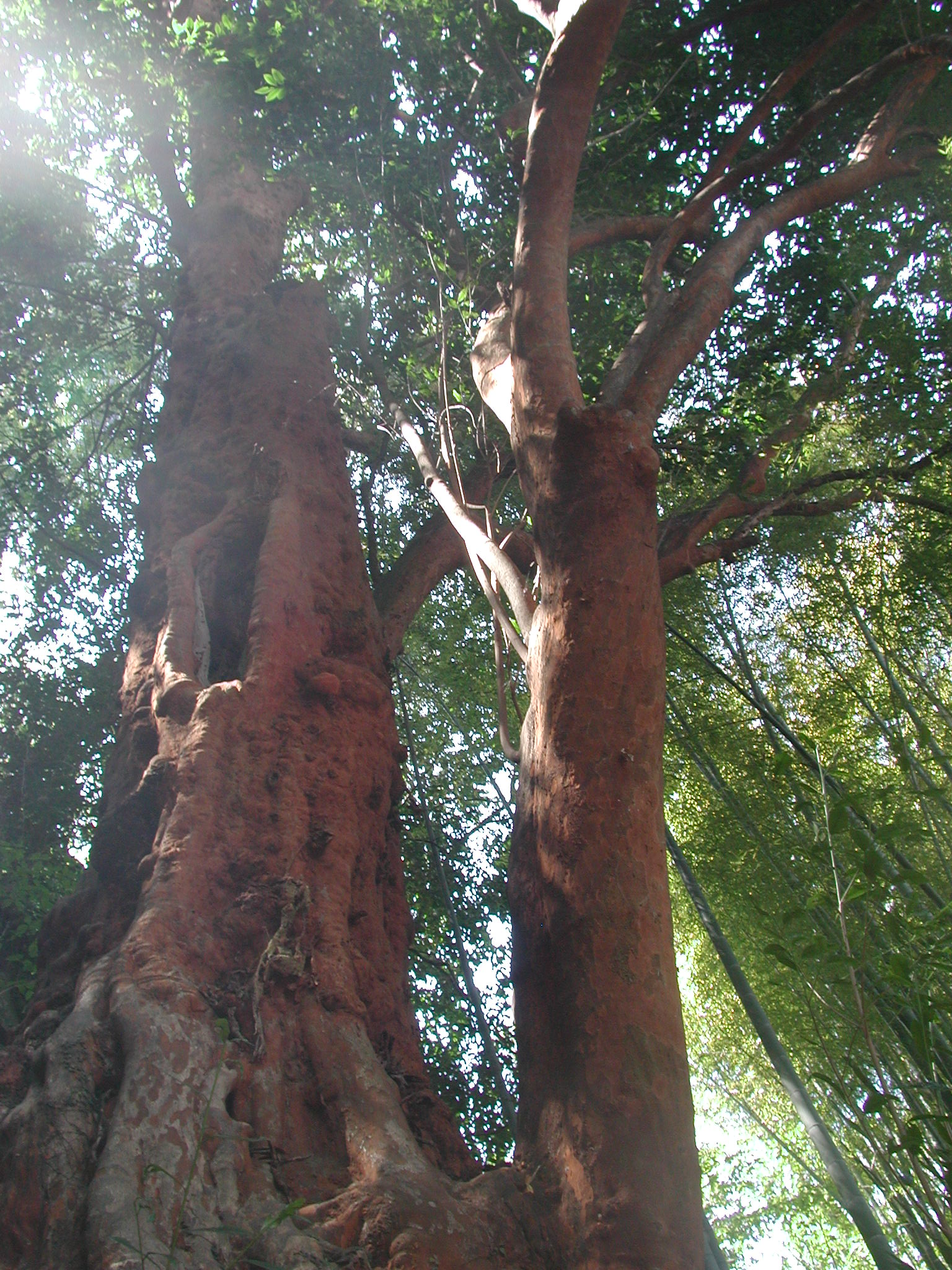
早川のビランジュ　2013年4月27日

早川のビランジュ（はやかわのビランジュ）は、神奈川県小田原市早川にあるバクチノキの大木である（ビランジュとはバクチノキの別名）。1924年（大正13年）12月9日に国の天然記念物に指定された。かながわ名木100選にも選出されている。

## 木の特徴

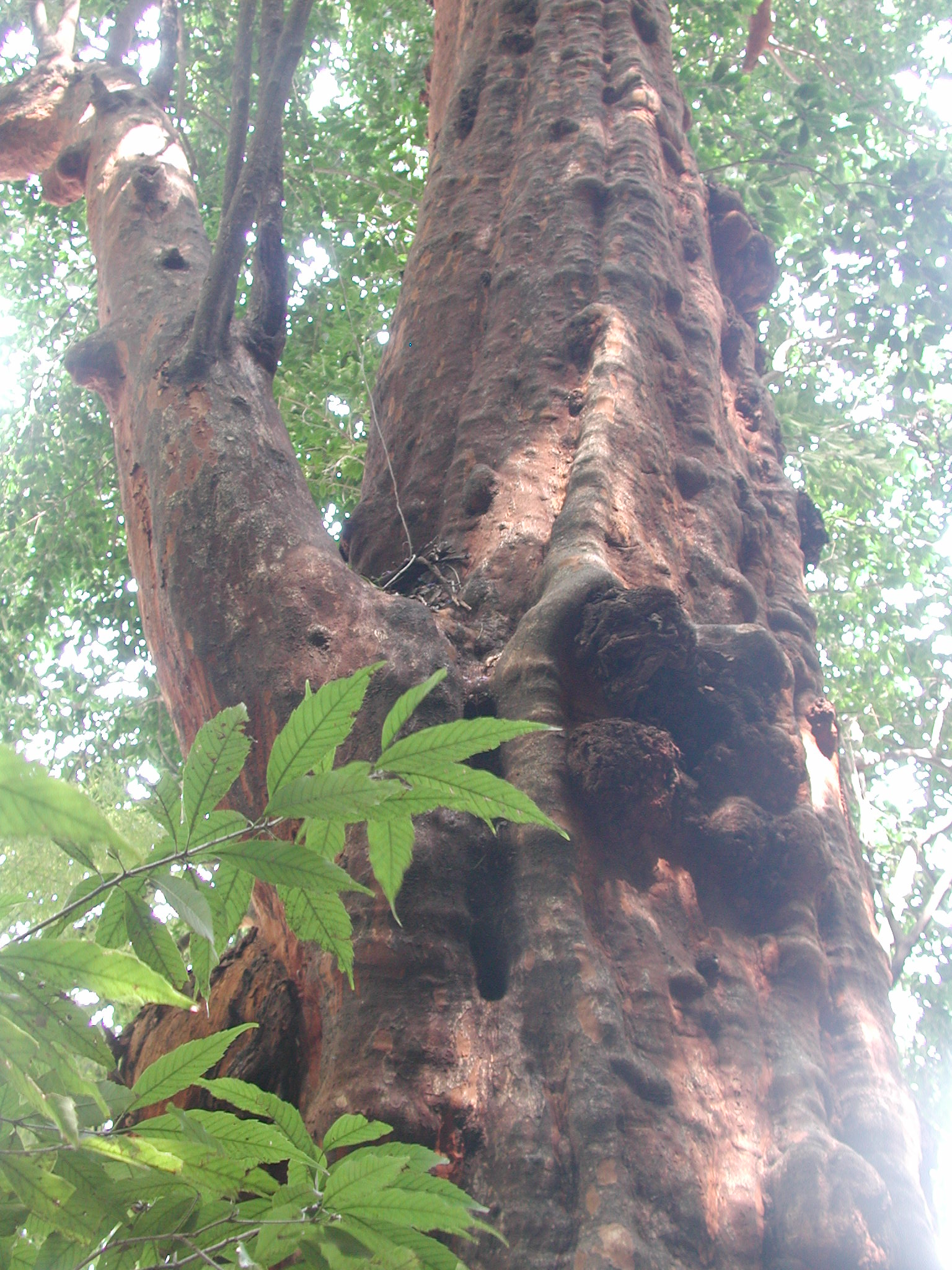
幹には多数の瘤がある。2013年4月27日

樹高は約20メートル、枝張り東西17メートル、南北14メートル。急斜面に生育しており、南側（高地側）は北側（低地側）より1メートルほど高く、土に覆われているため、周辺長は正確に測れないが、南側の地際を基準とすると根本周囲は6メートルになる。
推定樹齢は、資料によって違いがあるがおおむね250年から350年と推定されている。
バクチノキの樹皮は灰褐色で剥がれやすく、剥がれた跡が赤褐色または紅黄色になる。これを博打に負けて丸裸にされた状態に例えてバクチノキと呼ばれる。本樹の幹には縦に筋状に模様が入り、くぼみ部分はひときわ鮮やかな赤褐色であり、ところどころ瘤状に隆起している。2007年（平成19年）の調査では、3ヶ所以上の大枝が欠損していた。同じ株から伸びている若い幹には灰褐色の樹皮も残っていて鹿の子模様になっている。根本は急斜面の岩場だが、枝には葉がよく茂り、前方に深く幕のように垂れ下がって、この巨木一本で森のように見える。本樹の赤褐色の幹は、その中に入らないと見えない。
1996年（平成8年）の台風で主幹の上部が裂けてしまったが、樹勢は今なお旺盛である。秋に白い花をつけ、翌年には緑色の果実になり、五月には黒紫色に熟す。この樹の周辺の岩場にも幹周40センチメートルほどのバクチノキの若木があり、またこの樹の根本付近や下の畑にもバクチノキの苗木が芽を伸ばしている。本樹の南側根本にはベッコウタケが生えている。
なお、本樹の生育している場所の小字名は「飛乱地（びらんち）」と呼ばれているが、この名は、本樹木に由来するとされる。後北条氏の時代にすでにこの地名が生じていたという話もある。

## 環境

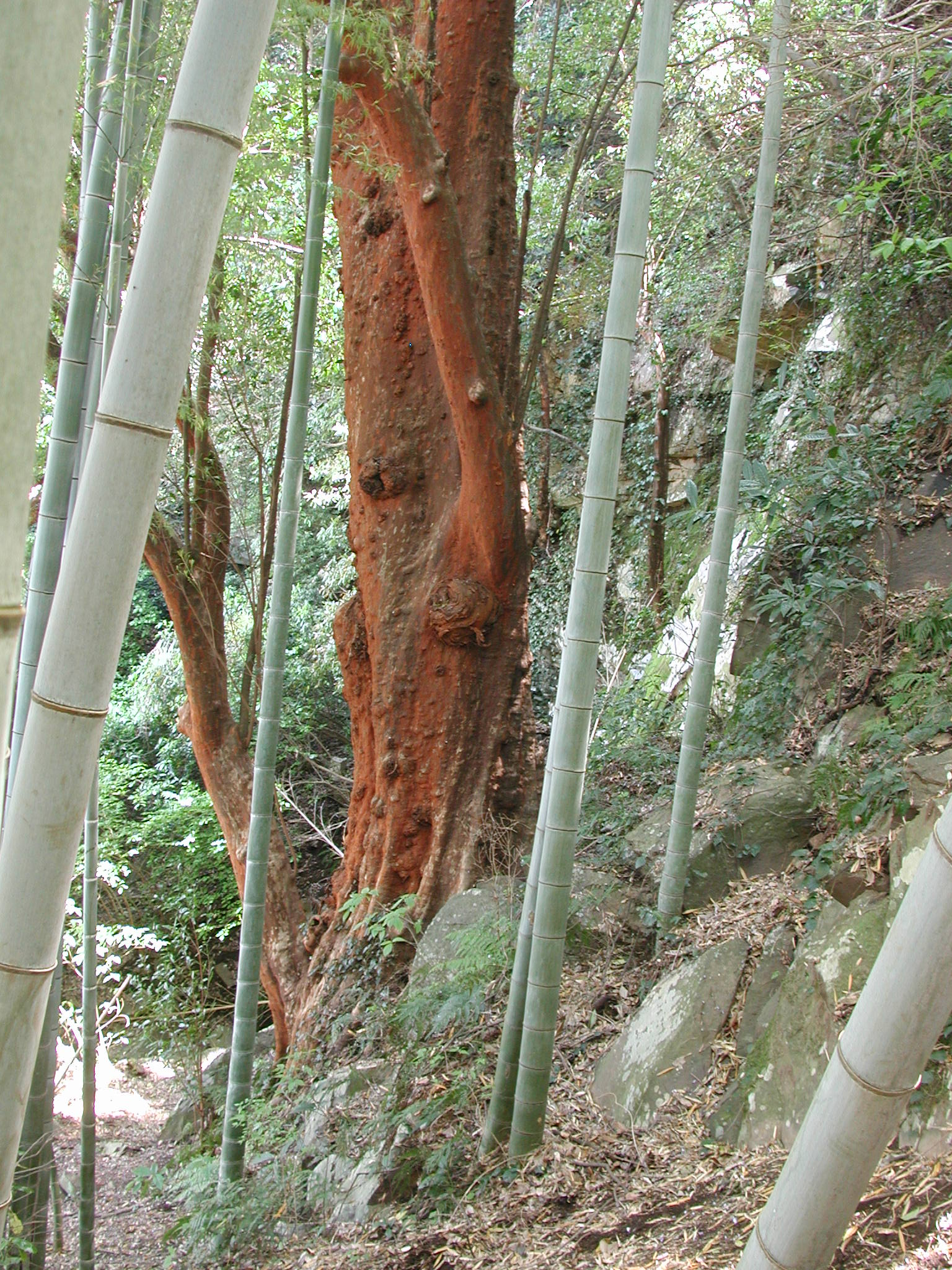
横の竹やぶから見た早川のビランジュ。急斜面に生えていることがわかる。2013年4月27日

豊臣秀吉が小田原攻めの際に築いた石垣山一夜城で有名な石垣山北麓の樹林の急斜面に、箱根ターンパイクの陸橋と向かい合わせの位置に立っている。現地は、箱根板橋駅から南方1キロメートルほど、早川駅からは北西1キロメートルほどの、ミカン畑を上り詰めた急斜面で、上からの切り立った岩場が終わっている、急な北向きの崖地である。
本樹が生えている場所は、表土が薄く、安山岩がところどころに露出している、石や土が混じった30度から45度の急傾斜地であり、下側からでは幹に触れることも困難である。横の竹やぶを回って上側に上れば触れることが出来る。また、現地は日照条件もやや不良である。水分条件のよい場所であり、周囲にはフウトウカズラ、ホソバカナワラビ、イノデ、キチジョウソウなどが生息する。

## 歴史

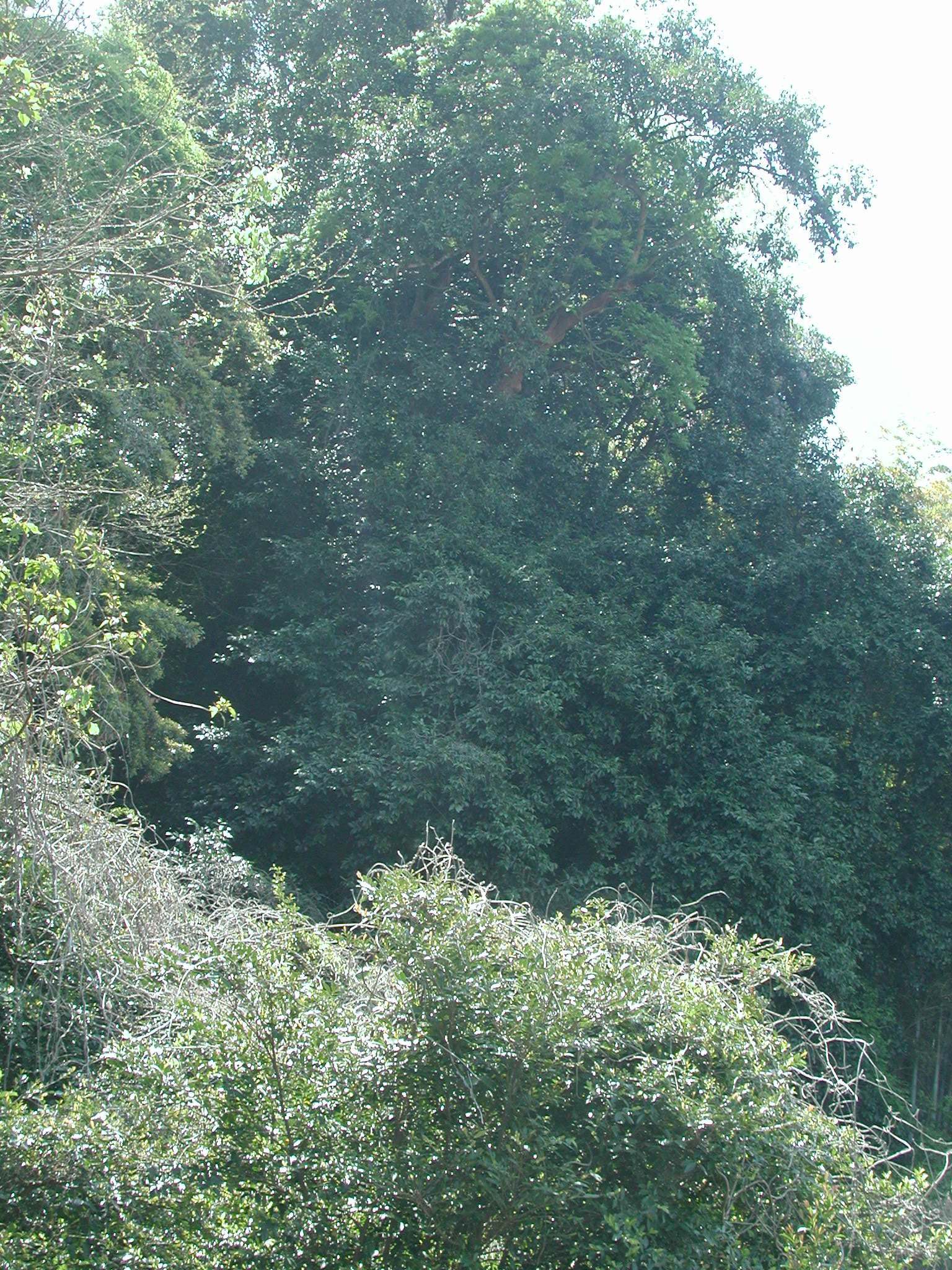
早川のビランジュの遠景。数本の木がまとまって生えているように見える。2013年4月27日

現在では資料によって異なるものの、樹齢はおおむね250 - 350年程度と推定されているが、1924年（大正13年）に天然記念物指定調査当初は570年から千数百年とも言われ、後北条氏の時代に植えつけられたものとも言われていた
当地を本樹に由来して「飛乱地」と称するくらい、古来から村人の目標になっている樹である。「明日の平和を保証」するシンボルとして付近の農民に親しまれていた。1961年（昭和36年）頃に早川のビランジュを訪問した本田正次は、「地元ではバクチノキでは通じぬがビランジュと言えば誰でも知っていて道を聞けば教えてくれる」と記している。小田原‐箱根間を歩く旅人もこの樹を確認してこの付近を通ったという。西国のさる大名が参勤交代で江戸に向かう途中、駕籠を止めさせ「自分は余命いくばくもないと思っていたが、再び見ることが出来た。この木も丈夫であったか」と感慨深げに見つめたという話もある。
また、小田原藩主大久保忠真が、小田原に帰国したとき、真っ先にこのビランジュについて問うた、という逸話がある。大久保忠真は、1810年（文化7年）に大阪城代、1815年（文化12年）には京都所司代となったが、1818年（文政元年）には38歳で老中に抜擢された。そこで9年ぶりに小田原に戻ったとき、忠真を迎えた家老がゴマすりのつもりで「留守中は殿様と同様に領内をくまなく回って領民との対話を欠かさなかったので領内は安泰」と報告すると、忠真は上機嫌で「あのビランジュは無事か」と尋ねた。しかし、ビランジュのことを知らなかった家老は「そのような寺は領内にございません」と答えたため、「あの名木を知らぬとは、城内にばかりいたのであろう」と嘘の報告が露見し忠真の大目玉を食らった、という話である。
本樹の生えている一帯の土地は、小田原城主大久保氏の領地であったが、明治維新後に、大久保氏の御用を勤めていた松岡家に払い下げられ、私有地となったものである。天然記念物指定当時は、当時の小田原町助役であった松岡彰吉の私有地であり、木も同氏の所有であった。現在も松岡家の私有地である。
牧野富太郎は、この樹が斜面の窪地にあって耕作の妨げになることがなかったため伐採されることもなく今日まで残ったのであろう、と述べている。
以前から地元では珍樹木として知られていたが、史蹟天然紀念物保存会の三好学は、牧野富太郎よりこの樹のことを知らされ、実地調査を行った。三好は1924年（大正13年）7月4日に、天然記念物としての指定樹として調査のため、現地を訪れたが、周囲には雑草や雑木が繁茂しており調査が困難だったため、後日再調査となった。そして調査の結果、バクチノキは西日本の暖地には多く生息するが、東日本には少なく、特に本樹のように巨大なものは見たことがない、として天然記念物に指定することの必要性を認めた。そして、1924年（大正13年）9月16日には正式に天然記念物としての保存が決定した。
本樹は神奈川県下には数少ない国の天然記念物であり、1957年（昭和32年）に勝福寺の大イチョウが県の天然記念物に指定されるまで、小田原市内に存在する天然記念物は、（国、県、市を問わず）この早川のビランジュが唯一のものであった。

## 管理

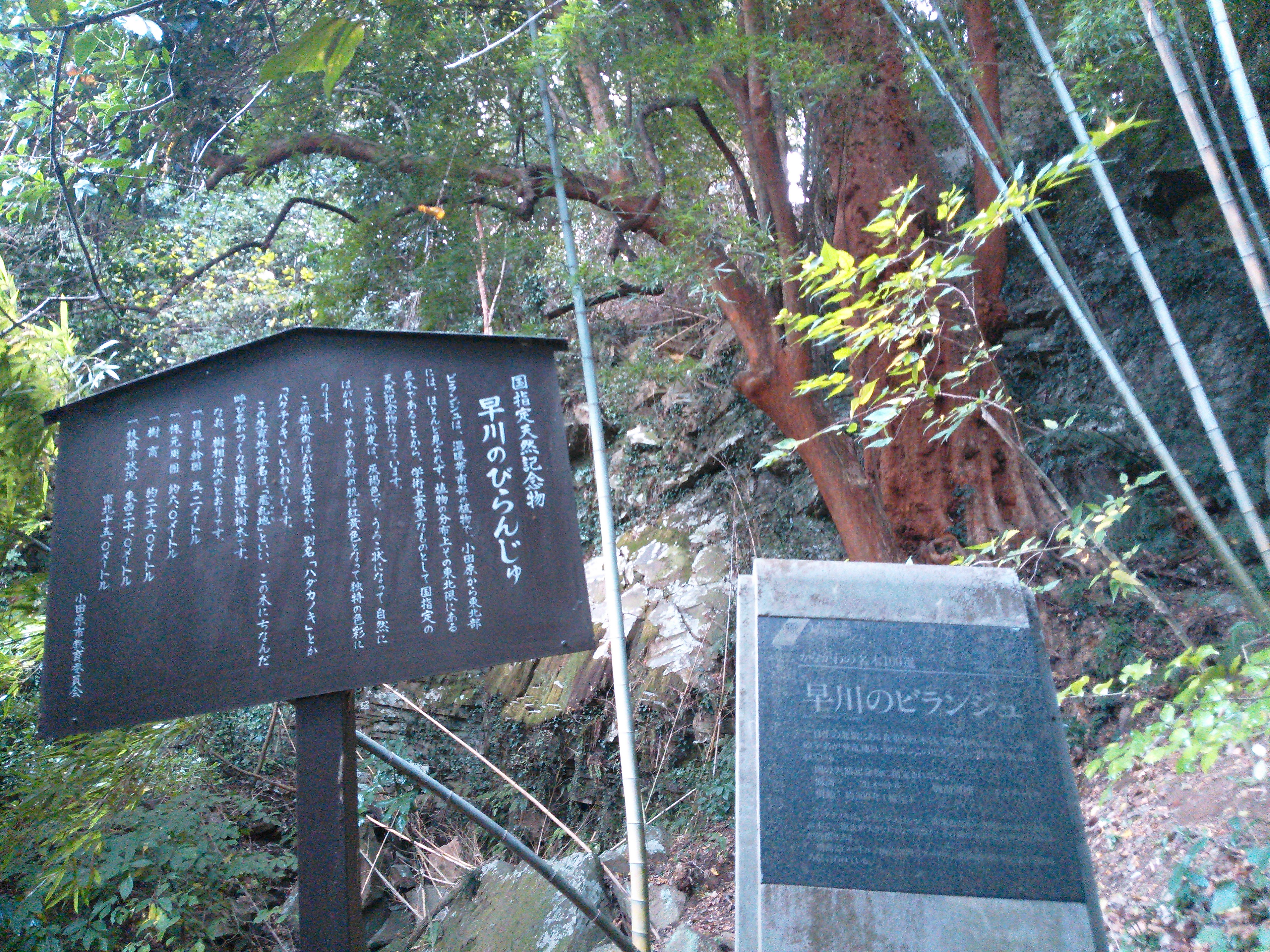
現地解説板。2014年11月16日

木の周囲に柵などはなく、施肥や剪定、薬剤散布等も行われていない。本樹は個人の所有であるが、国、県、市などから保全の助成があり、本樹周辺のタケの伐採が行われている。
木の前には小田原市が設置した解説板が建てられている。

## アクセス
所在地
- 小田原市早川字飛乱地1374 [25][1]

交通
- 箱根登山電車箱根板橋駅より徒歩15分[25]、JR早川駅からは箱根方面に向かって歩くこと25分[26]。箱根ターンパイクにかかる2つ目の歩道橋を目印にミカン畑の中を登って行く[6]が、わかりにくい場所である[6]。なお、2016年（平成28年）4月上旬から2017年（平成29年）8月下旬までの間、ターンパイク改修工事のため本樹に通じる道は通行止めとなりアクセスできなかった[2]。

## 早川地区および周辺地域のバクチノキ
小田原はバクチノキの北限に近く、昔から本樹は比較的珍しいものとされる。本樹が生息する小田原市早川地区には、小田原市内で確認されたバクチノキ10数本のうち半数近くが存在する。早川にある海蔵寺には高さ16メートルのバクチノキがあり、太さや古さが早川のビランジュに次ぐものとして人目を引いている。海蔵寺のビランジュは1981年（昭和56年）に小田原市の天然記念物に指定されている。
2011年（平成23年）には、小田原市より北にある神奈川県大井町、および南足柄市でも寺社境内などでバクチノキが確認され、従来の北限説を覆すものとして、当該自治体の注目を集めている。